# Charles Rosado
Pas d'image ? Cliquez ici

a Compétitions nationales et continentales officielles uniquement.

Charles Rosado, né le 3 septembre 1950 à Cebreros (Espagne) et mort le 24 avril 2024 à Saint-Orens-de-Gameville (Haute-Garonne), est un joueur français de rugby à XIII évoluant au poste de troisième ligne dans les années 1970 et 1980.
Il joue pour l'AS Carcassonne dans le Championnat de France dont il est capitaine. Il remporte le Championnat de France en 1976 ainsi que la Coupe de France en 1977.

## Palmarès
- Collectif : 
  - Vainqueur du Championnat de France : 1976 (Carcassonne).
  - Vainqueur de la Coupe de France : 1977 (Carcassonne).
  - Finaliste du Championnat de France : 1977 et 1979 (Carcassonne).
  - Finaliste de la Coupe de France : 1973, 1979 et 1980 (Carcassonne).